# جاك تومسون (لاعب كرة قدم)
جاك تومسون (بالإنجليزية: Jack Thompson)‏ (2 يوليو 1992 بهدسن في الولايات المتحدة - ) هو لاعب كرة قدم أمريكي في مركز الوسط. لعب مع تشارلوت إندبنتنس وSouthern West Virginia King's Warriors ‏.

## وصلات خارجية
- جاك تومسون على موقع قاعدة بيانات كرة القدم.إي يو (الإنجليزية)